# Karl Garnitschnig
Karl Garnitschnig (* 11. Oktober 1941 in Sankt Veit an der Glan) ist ein österreichischer Pädagoge, Psychotherapeut und Erziehungstheoretiker.

## Leben
Nach der Matura 1959 Bundesgymnasium und Bundesrealgymnasium Klagenfurt studierte er von 1959 bis 1963 Theologie an der Bischöflichen Diözesanlehranstalt in Klagenfurt und von Juni 1963 bis 1968 an der Universität Wien: Philosophie als Hauptfach, Logistik und Pädagogik als Zweitfächer für das Doktoratsstudium, Germanistik und Geschichte für das Lehramt, daneben Fächer in Psychologie, Soziologie und Politologie. Von 1969 bis 1972 war er Wissenschaftliche Hilfskraft am Pädagogischen Institut der Universität Wien. Nach dem Grundwehrdienst 1972 wurde er im Juni 1972 mit der Dissertation Der Begriff der Philosophie bei Johann Gottlieb Fichte promoviert. Von 1972 bis 1986 war er Assistent am Institut für Erziehungswissenschaften der Universität Wien, wo er 1986 sich habilitierte mit der venia docendi für Grundlagen der Pädagogik unter besonderer Berücksichtigung der Erziehungstheorie und der Organisationsentwicklung. Von 1978 bis 1984 unterrichtete er an der Sozialakademie für Berufstätige der Caritas Pädagogik. Eine psychoanalytische Ausbildung absolvierte er von 1981 bis 1991. Seit der Eintragung in die Psychotherapeutenliste im Februar 1992 ist er Psychotherapeut in privater Praxis. An der Hochschule Heiligenkreuz dozierte er von 1992 bis 1997 Religionspädagogik. Seit 2013 ist er Lektor mit Titel eines Universitätsprofessors im Doktoratsprogramm der Sigmund Freud Privatuniversität Wien.

## Publikationen (Auswahl)
- mit Brigitta Perner: Die Arbeitswelt im Lesebuch. Eine Analyse der Darstellung von Berufs- und Arbeitswelt in den Lesebüchern der österreichischen Hauptschule. (= Schriftenreihe der Bundeskammer der Gewerblichen Wirtschaft. Band 40). Wien 1979, OCLC 630254304.
- mit Friedrich Lachmayer: Computergraphik und Rechtsdidaktik Manz, Wien 1979, ISBN 3214066439.
- mit Wolfgang Schmidl, Eva Lach, Wolfgang Knopf und Guido Heintel: Lernbereitschaften Erwachsener in einer ländlichen Region (Retz und Umgebung) (= Informationen. Förderungsstelle des Bundes für Erwachsenenbildung für Niederösterreich, Band 23). Wien 1982.
- als Herausgeber: Menschenerweckende Erwachsenenbildung. Festschrift für Ignaz Zangerle. Herold, München u. a. 1983, ISBN 3700802331.
- als Herausgeber mit Richard Olechowski: Humane Schule (= Schule, Wissenschaft, Politik, Band 14). Lang, Frankfurt u. a. 1999, ISBN 363135259X.